# 孔雀裸吻魚
孔雀裸吻魚（學名：Psilorhynchus pavimentatus）為輻鰭魚綱鯉形目裸吻魚科的一個種，分布於亞洲緬甸安昌河流域的源頭，體長可達5公分，棲息在沙石底質、水流快速的溪流，屬底棲性，生活習性不明。